# Mother Ship
Pour la compilation de Led Zeppelin, voir Mothership.
Albums de Larry Young
Heaven on Earth
(1968) Lawrence of Newark
(1973)
Mother Ship est un album jazz de Larry Young enregistré en 1969 et paru en 1980 sur le label Blue Note.

## Historique
L'album propose cinq compositions de Larry Young qui laissent pressentir le style et la pensée musicale qu'il met plus tard à profit lors de son travail avec le batteur Tony Williams, pour son projet Lifetime et avec Miles Davis lors des enregistrements de l'album Bitches Brew.
Son jeu à l'orgue, novateur et plein de vie, ne connaît pas un grand succès auprès du public, un talent sous-évalué compte tenu de l'apport et de la crédibilité qu'il affirme plus tard avec Tony Williams et John McLaughlin, un trio considéré comme l'un des plus créatifs de la période fusion.

## Titres
| N°     | Titre         | Compositeur | Durée |
| ------ | ------------- | ----------- | ----- |
| Face 1 |               |             |       |
| 1.     | Mother Ship   | Larry Young | 7:35  |
| 2.     | Street Scene  | Larry Young | 6:53  |
| 3.     | Visions       | Larry Young | 6:41  |
| Face 2 |               |             |       |
| 4.     | Trip Merchant | Larry Young | 12:51 |
| 5.     | Love Drops    | Larry Young | 7:05  |

## Enregistrements
Les morceaux sont enregistrés le 7 février 1969 au studio de l'ingénieur Rudy Van Gelder situé à Englewood Cliffs (New Jersey). Mother Ship est le dernier album qu'il enregistre pour le label Blue Note qui paraît seulement onze ans plus tard en 1980.
| Musicien       | Instrument         | Titre |  | Équipe technique |                          |
| -------------- | ------------------ | ----- |  | ---------------- | ------------------------ |
| Larry Young    | Orgue électronique | 1-5   |  | Francis Wolff    | producteur, photographie |
| Lee Morgan     | trompette          | 1-5   |  | Michael Cuscuna  | liner notes              |
| Herbert Morgan | saxophone ténor    | 1-5   |  | Rudy Van Gelder  | ingénieur                |
| Eddie Gladden  | batterie           | 1-5   |  | Ron McMaster     | mastering                |

## Réception
L'auteur et critique de jazz Scott Yanow écrit sur AllMusic que « ce contenu très original ne mérite pas d'être aussi méconnu ». Il qualifie également le titre Street Scene de funky, Love Drops davantage au style samba, Trip Merchant est plutôt « confus » tandis que Visions est complexe.